# مجید حیدری
مجید حیدری (زاده ۲۲ تیر ۱۳۶۱) یک بازیکن فوتبال اهل ایران است.